# Campionato africano di calcio Under-17 2021
Il Campionato africano di calcio Under-17 2021 (in inglese: 2021 African Under-17 Championship) doveva essere la quattordicesima edizione della competizione organizzata dalla CAF. Il torneo si sarebbe svolto in Marocco dal 13 marzo al 31 marzo 2021.
L'8 marzo la CAF annuncia che la competizione è stata cancellata per la Pandemia di COVID-19 nel mondo.

## Squadre qualificate
| Zona            | Squadra                     |
| --------------- | --------------------------- |
| Zona Nord       | Marocco (nazione ospitante) |
| Zona Nord       | Algeria                     |
| Zona Ovest A    | Senegal                     |
| Zona Ovest A    | Mali                        |
| Zona Ovest B    | Nigeria                     |
| Zona Ovest B    | Costa d'Avorio              |
| Zona Centro     | Camerun                     |
| Zona Centro     | Rep. del Congo              |
| Zona Centro-Est | Tanzania                    |
| Zona Centro-Est | Uganda                      |
| Zona Sud        | Sudafrica                   |
| Zona Sud        | Zambia                      |

## Stadi
| Casablanca          | Casablanca Rabat Mohammedia |
| ------------------- | --------------------------- |
| Stade Père Jégo     | Casablanca Rabat Mohammedia |
| Capienza: 10 000    | Casablanca Rabat Mohammedia |
|                     | Casablanca Rabat Mohammedia |
| Rabat               | Casablanca Rabat Mohammedia |
| Stade Moulay Hassan | Casablanca Rabat Mohammedia |
| Capienza: 12 000    | Casablanca Rabat Mohammedia |
|                     | Casablanca Rabat Mohammedia |
| Mohammedia          | Casablanca Rabat Mohammedia |
| Stade El Bachir     | Casablanca Rabat Mohammedia |
| Capienza: 11 000    | Casablanca Rabat Mohammedia |
|                     | Casablanca Rabat Mohammedia |

## Fase a gironi

### Gruppo A
| Pos. | Squadra        | Pt | G | V | N | P | GF | GS | DR |
| ---- | -------------- | -- | - | - | - | - | -- | -- | -- |
| 1.   | Marocco        | 0  | 0 | 0 | 0 | 0 | 0  | 0  | 0  |
| 2.   | Uganda         | 0  | 0 | 0 | 0 | 0 | 0  | 0  | 0  |
| 3.   | Zambia         | 0  | 0 | 0 | 0 | 0 | 0  | 0  | 0  |
| 4.   | Costa d'Avorio | 0  | 0 | 0 | 0 | 0 | 0  | 0  | 0  |

| Rabat 13 marzo 2021, ore 20:00 | Marocco | – referto | Uganda | Stade Moulay Hassan |

| Rabat 14 marzo 2021, ore 14:00 | Zambia | – referto | Costa d'Avorio | Stade Moulay Hassan |

| Rabat 16 marzo 2021, ore 17:00 | Uganda | – referto | Zambia | Stade Moulay Hassan |

| Rabat 16 marzo 2021, ore 20:00 | Marocco | – referto | Costa d'Avorio | Stade Moulay Hassan |

| Rabat 19 marzo 2021, ore 20:00 | Marocco | – referto | Zambia | Stade Moulay Hassan |

| Mohammedia 19 marzo 2021, ore 20:00 | Costa d'Avorio | – referto | Uganda | Stade El Bachir |

### Gruppo B
| Pos. | Squadra        | Pt | G | V | N | P | GF | GS | DR |
| ---- | -------------- | -- | - | - | - | - | -- | -- | -- |
| 1.   | Nigeria        | 0  | 0 | 0 | 0 | 0 | 0  | 0  | 0  |
| 2.   | Tanzania       | 0  | 0 | 0 | 0 | 0 | 0  | 0  | 0  |
| 3.   | Algeria        | 0  | 0 | 0 | 0 | 0 | 0  | 0  | 0  |
| 4.   | Rep. del Congo | 0  | 0 | 0 | 0 | 0 | 0  | 0  | 0  |

| Mohammedia 14 marzo 2021, ore 17:00 | Nigeria | – referto | Tanzania | Stade El Bachir |

| Mohammedia 14 marzo 2021, ore 20:00 | Rep. del Congo | – referto | Algeria | Stade El Bachir |

| Mohammedia 17 marzo 2021, ore 17:00 | Tanzania | – referto | Algeria | Stade El Bachir |

| Mohammedia 17 marzo 2021, ore 20:00 | Rep. del Congo | – referto | Nigeria | Stade El Bachir |

| Mohammedia 20 marzo 2021, ore 20:00 | Algeria | – referto | Nigeria | Stade El Bachir |

| Rabat 20 marzo 2021, ore 20:00 | Tanzania | – referto | Rep. del Congo | Stade Moulay Hassan |

### Gruppo C
| Pos. | Squadra   | Pt | G | V | N | P | GF | GS | DR |
| ---- | --------- | -- | - | - | - | - | -- | -- | -- |
| 1.   | Camerun   | 0  | 0 | 0 | 0 | 0 | 0  | 0  | 0  |
| 2.   | Senegal   | 0  | 0 | 0 | 0 | 0 | 0  | 0  | 0  |
| 3.   | Mali      | 0  | 0 | 0 | 0 | 0 | 0  | 0  | 0  |
| 4.   | Sudafrica | 0  | 0 | 0 | 0 | 0 | 0  | 0  | 0  |

| Casablanca 15 marzo 2021, ore 17:00 | Camerun | – referto | Senegal | Stade Père Jégo |

| Casablanca 15 marzo 2021, ore 20:00 | Sudafrica | – referto | Mali | Stade Père Jégo |

| Casablanca 18 marzo 2021, ore 17:00 | Senegal | – referto | Mali | Stade Père Jégo |

| Casablanca 18 marzo 2021, ore 20:00 | Sudafrica | – referto | Camerun | Stade Père Jégo |

| Casablanca 21 marzo 2021, ore 20:00 | Camerun | – referto | Mali | Stade Père Jégo |

| Mohammedia 21 marzo 2021, ore 20:00 | Senegal | – referto | Sudafrica | Stade El Bachir |

### Raffronto delle terze classificate
| Pos. | Squadra | Pt | G | V | N | P | GF | GS | DR |
| ---- | ------- | -- | - | - | - | - | -- | -- | -- |
| 1.   | Mali    | 0  | 0 | 0 | 0 | 0 | 0  | 0  | 0  |
| 2.   | Algeria | 0  | 0 | 0 | 0 | 0 | 0  | 0  | 0  |
| 3.   | Zambia  | 0  | 0 | 0 | 0 | 0 | 0  | 0  | 0  |

## Fase ad eliminazione diretta
|  | Quarti di finale | Quarti di finale |                           |  | Semifinali | Semifinali |  |  | Finale   | Finale |
|  |                  |                  |                           |  |            |            |  |  |          |        |
|  | 24 marzo         |                  |                           |  |            |            |  |  |          |        |
|  |                  |                  |                           |  |            |            |  |  |          |        |
|  | A1               |                  |                           |  |            |            |  |  |          |        |
|  | 28 marzo         |                  |                           |  |            |            |  |  |          |        |
|  | C3/B3            |                  |                           |  |            |            |  |  |          |        |
|  |                  |                  |                           |  |            |            |  |  |          |        |
|  | 24 marzo         |                  |                           |  |            |            |  |  |          |        |
|  |                  |                  |                           |  |            |            |  |  |          |        |
|  | B1               |                  |                           |  |            |            |  |  |          |        |
|  |                  |                  | 31 marzo                  |  |            |            |  |  |          |        |
|  | A2               |                  |                           |  |            |            |  |  |          |        |
|  |                  |                  |                           |  |            |            |  |  |          |        |
|  | 25 marzo         |                  |                           |  |            |            |  |  |          |        |
|  |                  |                  |                           |  |            |            |  |  |          |        |
|  | B2               |                  |                           |  |            |            |  |  |          |        |
|  | 28 marzo         |                  |                           |  |            |            |  |  |          |        |
|  | C2               |                  |                           |  |            |            |  |  |          |        |
|  |                  |                  | Finale per il terzo posto |  |            |            |  |  |          |        |
|  | 25 marzo         |                  |                           |  |            |            |  |  |          |        |
|  |                  |                  |                           |  |            |            |  |  |          |        |
|  | C1               |                  |                           |  |            |            |  |  |          |        |
|  |                  |                  |                           |  |            |            |  |  |          |        |
|  | A3/B3            |                  |                           |  |            |            |  |  |          |        |
|  |                  |                  |                           |  |            |            |  |  |          |        |
|  |                  |                  |                           |  |            |            |  |  | 30 marzo |        |
|  |                  |                  |                           |  |            |            |  |  |          |        |